# 백령아트센터
강원대학교 백령아트센터(江原大學校 栢領아트센터, Kangwon National University Baeckryung Art Center)는 강원대학교에서 운영하는 강원특별자치도 춘천시의 문화예술 공간이다. 지상 2층 구조로, 2000년 건설되었다.

## 연혁
- 2000년: 개장

## 공연 목록
- 2005년 11월 25일 ~ 2005년 11월 26일 : «메밀꽃 필 무렵» (창작 오페라)
- 2005년 12월 12일 : «KBS춘천방송국 개국 기념 음악회»
- 2006년 6월 3일 : «제1회 그라시아스 합창단 정기연주회»
- 2006년 6월 4일 : «기타 500년사 조국건 & 김인자» (음악회)
- 2006년 9월 19일 : «조수미 데뷔 20주년 기념 리사이틀» (음악회)
- 2006년 10월 21일 : «JUMP» (뮤지컬)
- 2006년 12월 13일 : «KBS 춘천개국기념 국악콘서트»
- 2007년 8월 26일 : «이승환 춘천 콘서트»

## 상주 단체
1994년 설립된 강원대학교 교내 오케스트라인 백령 윈드오케라와, 2015년부터 백령아트 트리오 With가 부속 단체로 있다.

## 갤러리

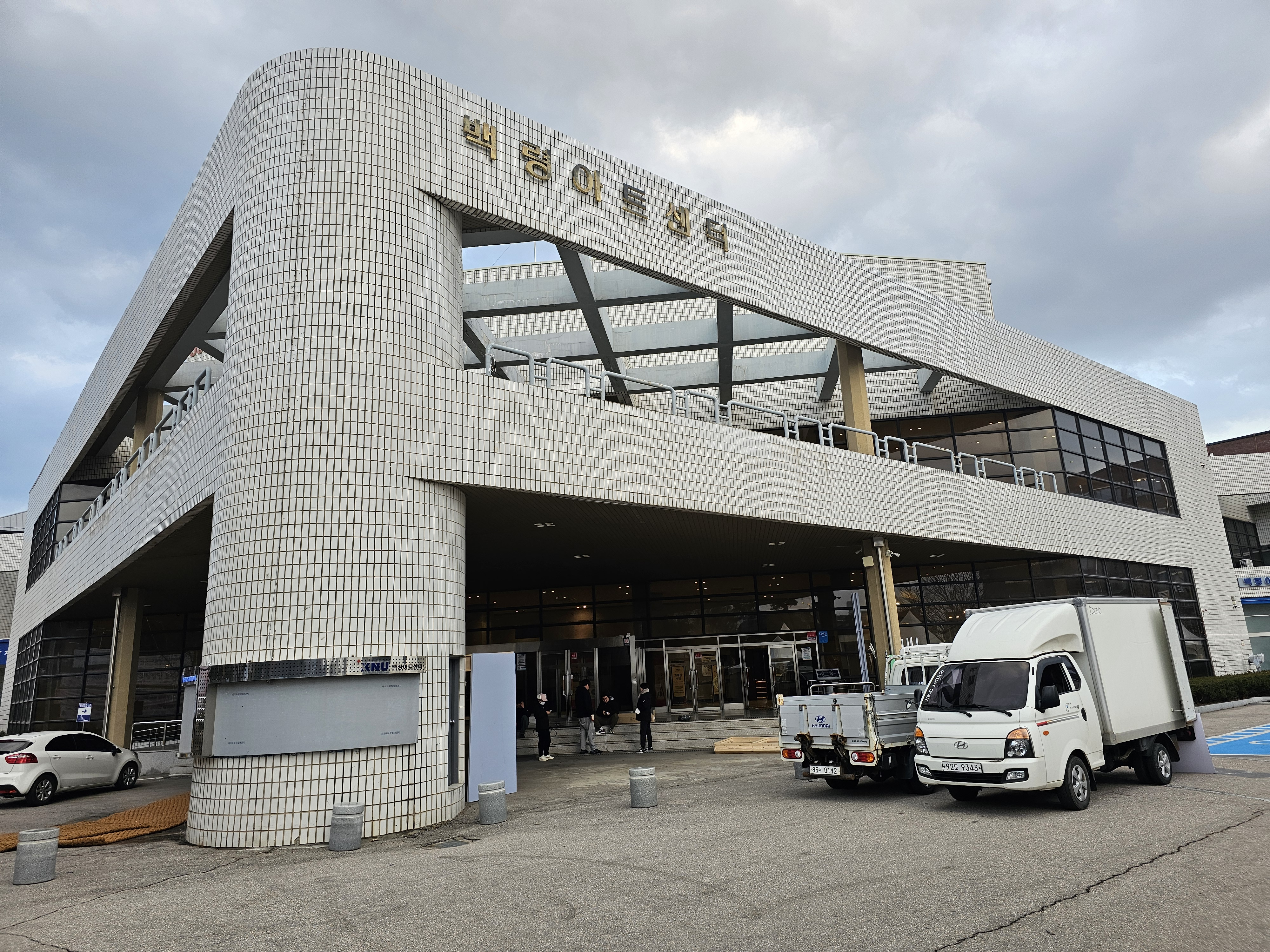
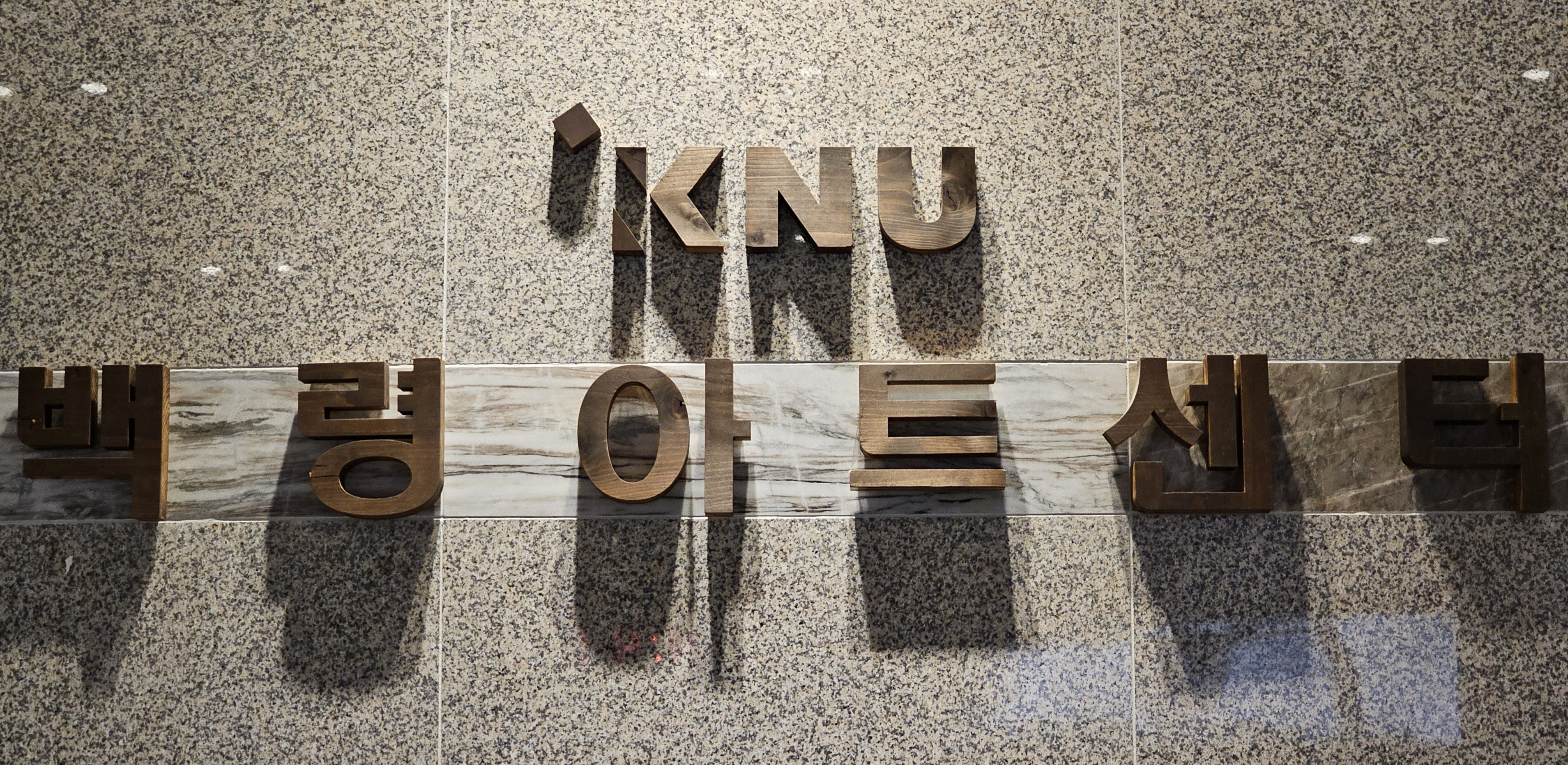
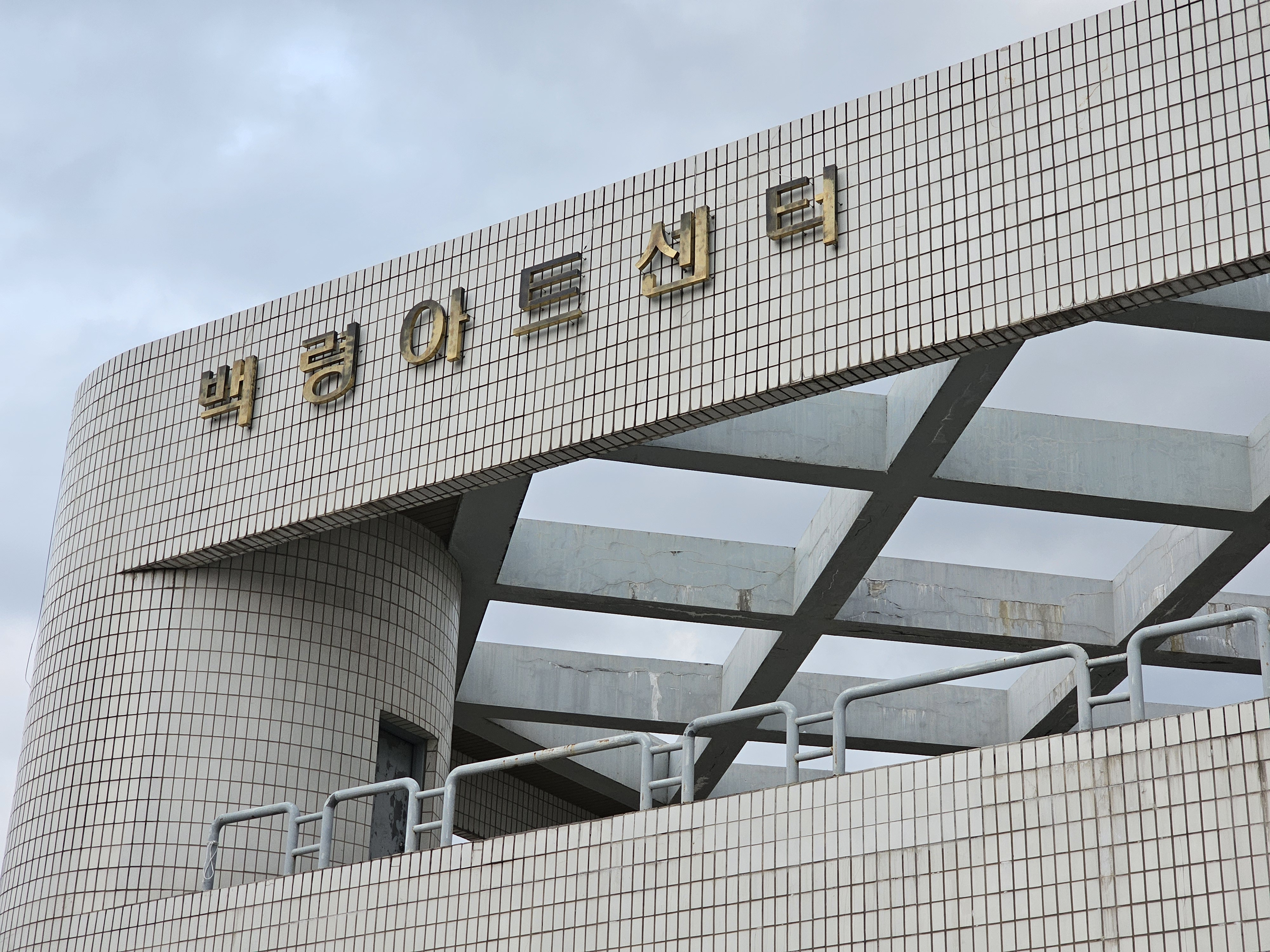

## 같이 보기
- 강원대학교